# Christian August von Wangenheim
Christian August von Wangenheim (auch: Christoph August von Wangenheim; * 23. März 1741 in Hannover; † 23. Juni 1830 ebenda) war ein deutscher Militär und Hofbeamter aus der Familie von Wangenheim.

## Leben
Christian August von Wangenheim wurde als Mitglied der Adelsgeschlechtes von Wangenheim zur Zeit des Kurfürstentums Hannover geboren. 1755 und 1756 besuchte er das Pädagogium in Ilfeld und trat im Folgejahr 1757 – zur Zeit des Siebenjährigen Krieges – in die Kurhannoversche Armee ein. Zwei Jahrzehnte später wurde von Wangenheim 1777 zum Major befördert.
Von 1782 bis 1787 stand von Wangenheim als Chef dem 16. Infanterie-Regiment in Indien vor und wurde 1797 zum Generalmajor ernannt. In Indien kommandierte Wangenheim ab 1782 das 16. Hannoversche Regiment mit 1000 Mann. König Georg III. hatte es, zusammen mit dem 15. Hannoverschen Regiment mit ebenfalls 1000 Mann, 1781 anwerben lassen, um den Kampf der Ostindischen Kompanie gegen Haidar Ali bzw. seinen Sohn Tipu Sultan und das südindische Fürstentum Mysore zu unterstützen. Da Britannien an mehreren Fronten, u. a. im Amerikanischen Unabhängigkeitskrieg, kämpfte, sollten so die überstrapazierten britischen Truppen entlastet werden. Beginnend mit der Einschiffung der Regimenter im September 1782 führte Wangenheim ein Tagebuch, das zu den bedeutendsten Quellen zur Geschichte der Seefahrt, insbesondere der Royal Navy, und der Kolonialgeschichte des britischen Empires gehört. Gleichzeitig mit der Ostindienflotte stach eine britische Kriegsflotte in See, die die spanisch-französische Belagerung von Gibraltar aufbrechen sollte. Die Reise führte also von Großbritannien über Gibraltar und São Salvador da Bahia nach Madras. Zwei Namen verdeutlichen die Bedeutung der Tagebuchquelle:
- Admiral Richard Howe (1726–1799) kommandierte die Kriegsflotte. Howe, der bereits mit 13 Jahren in die Royal Navy eintrat, war 1782 schon ein berühmter Admiral, da er 1776 bis 1778 erfolgreich die britische Flotte im Amerikanischen Unabhängigkeitskrieg geführt hatte. Er kommandierte die Victory, das 100-Kanonen-Flaggschiff der Kriegsflotte.
- Captain James Burney (1750–1821) kommandierte die Bristol, ein 50-Kanonen-Kriegsschiff. Die Bristol war das Führungsschiff der Ostindienflotte, die in der Schlacht von Cuddalore 1783 gegen eine französische Flotte kämpfte. James Burney hatte James Cook auf dessen letzten beiden Reisen in die Südsee begleitet und war mit William Bligh (1754–1817) befreundet.

Als Wangenheim 1783 in Madras eintraf, erlebte er einen Schlüsselmoment in der britisch-indischen Kolonialgeschichte. Denn der Sieger des jahrzehntelangen Ringens zwischen den Briten, den Franzosen und den indischen Fürstenstaaten um die Vorherrschaft auf dem Subkontinent stand noch keineswegs fest.
In den vier sog. Mysore-Kriegen von 1767 bis 1799 gelang es den Briten, alle Fraktionen gegeneinander auszuspielen und so die Oberhand zu behalten. Der Hauptfeind war dabei das Königreich von Mysore, dessen Herrscher Hyder Ali und Tipu Sultan eine geschickte Bündnisdiplomatie innerhalb Indiens, aber auch mit Frankreich und dem Osmanischen Reich betrieben. Hinzu kam, dass Mysore über innovative Raketentruppen verfügte, die trotz der generellen militärischen Überlegenheit der europäischen Soldaten verheerende Schäden im Kampf anrichteten. Noch im ersten Mysore-Krieg gelang es Hyder Ali, den Briten 1769 einen Verteidigungspakt gegen die Marathen aufzuzwingen, womit er faktisch den Sieg davongetragen hatte.
Im zweiten Mysore-Krieg von 1780 bis 1784 schloss Hyder Ali ein Bündnis mit Frankreich. Mit dieser Unterstützung gelang es ihm, die Briten am 10. September 1780 in der Schlacht bei Pollilur in die Flucht zu schlagen und daraufhin am 3. November das britische Fort Arcot zu erobern. Damit wurde die Armee auf Madras zurückgedrängt, und nur der Einsatz von frischen Truppen unter dem Kommando von Sir Eyre Coote, einem höchst erfahrenen und taktisch versierten General, ermöglichte es, Hyder Ali 1781 in mehreren Schlachten zu besiegen. Ebenfalls gelang es 1781 den britischen Truppen, die niederländische Kolonie Nagapatnam einzunehmen. Aus diesen Kämpfen gingen beide Seiten geschwächt hervor: Hyder Ali konnte die Briten nicht besiegen, solange diese ungehindert über See neue Truppen heranführten und die Briten hatten so hohe Verluste, dass sie gezwungen waren, im Kurfürstentum Hannover neue Auxiliartruppen zu werben. Nachdem Hyder Ali im Dezember 1782 an Krebs gestorben war, übernahm sein Sohn Tipu Sultan die Herrschaft. Allerdings zogen sich die Franzosen im Sommer 1783 vom indischen Kriegsschauplatz zurück, nachdem in Europa zwischen Großbritannien und Frankreich Frieden geschlossen worden war. So kamen die hannover’schen Truppen 1783 bei der Belagerung von Cuddalore gegen die Franzosen zwar noch erfolgreich, aber mit hohen Verlusten zum Einsatz; die Belagerung selbst wurde abgebrochen, nachdem die Kunde vom Friedensschluss Madras erreicht hatte. Auch mit Tipu Sultan wurde 1784 im Vertrag von Mangalore Frieden geschlossen. Die Briten mussten die bisherigen Grenzen von 1779 anerkennen, insofern war auch dieser Krieg ein Erfolg für das Königreich Mysore und Tipu Sultan. Christoph August v. Wangenheim kehrte im Herbst 1785 in die Heimat zurück, denn das heiße Klima und die Anstrengungen der Kämpfe hatten seine Gesundheit untergraben. Sein Nachfolger in Indien wurde Christian Ludwig von Wangenheim.

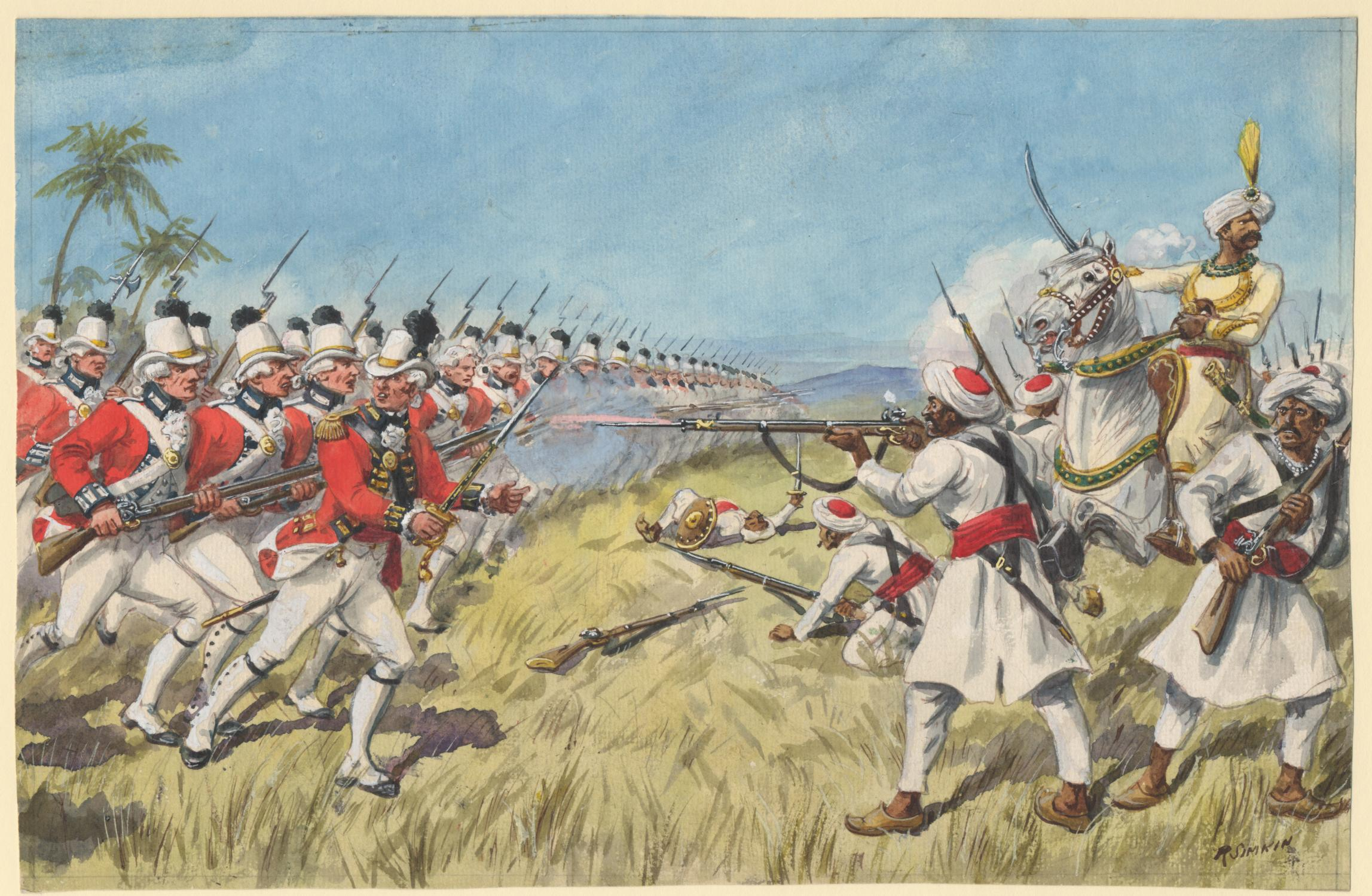
Schlacht von Cuddalore 1783

In Indien ließ er einen verwundeten französischen Sergeanten vom Regiment Royal-Marine, der nach einem missglückten Ausfall am 25. Juni 1783 im Zuge der Belagerung von Cuddalore in seine Gefangenschaft geraten war, gut behandeln. Zwei Jahrzehnte später (1803), als Frankreich Hannover annektierte, wandte sich derselbe Franzose, inzwischen Befehlshaber der Besatzungstruppen, nämlich General Bernadotte, an Wangenheim und dankte ihm nachträglich für die damalige Freundlichkeit.
Nach den Napoleonischen Kriegen, der sogenannten Franzosenzeit, und dem Wiener Kongress wurde Christian August von Wangenheim im noch jungen Königreich Hannover 1814 Mitglied der „provisorischen Allgemeinen Ständeversammlung“, ebenso 1819.
Ebenfalls 1819 wurde von Wangenheim zum Hofmarschall der Residenzstadt Hannover ernannt, allerdings residierte der Souverän des Königreichs während der seinerzeit noch andauernden Personalunion zwischen Großbritannien und Hannover durchgehend in England.

## Schriften
- Im Dienste der British East India Company. Tagebuch der Reise nach Gibraltar, Sāo Salvador/Brasilien und Madras 1782 bis 1785. Herausgegeben und kommentiert von Steffen Arndt. Thüringisches Staatsarchiv Gotha, Gotha 2017, ISBN 978-3-00-056082-8.